# Дудченко Микола Якович
Микола Якович Ду́дченко (нар. 14 серпня 1949, Улянівка) — український і російський художник і педагог; член Спілки радянських художників України з 1978 року та Спілки художників Росії; почесний член з 2016 року, член-кореспондент з 2021 року, академік з 2024 року Російської академії мистецтв (Південне регіональне відділення). Чоловік художниці Олени Молчанової, батько художника Андрія Дудченка.

## Життєпис
Народився 14 серпня 1949 року в селі Улянівці Скадовського району Херсонської області (нині Україна). Протягом 1964—1967 років навчався у Кримському художньому училищі імені Миколи Самокиша, де був учнем Анатолія Шипова; 1972 року закінчив відділення монументально-декоративного мистецтва Харківського художньо-промислового інституту, де був учнем Олександра Хмельницького, Євгена Бикова.
Мешкав у Євпаторії в будинку на вулиці 60 років СРСР, № 3, квартира № 55; пізніше у Сімферополі в будинку на вулиці Бетховена, № 113, квартира № 26.
З 2004 року — викладач (доцент з 2008 року); у 2013—2014 роках — директор Кримської філії Національної Академії образотворчого мистецтва та архітектури. Одночасно протягом 2006—2013 років обіймав посаду заступника Голови Кримської організації Національної спілки художників України. З 2015 року — Президент Творчого об'єднання південноруських художників у Севастополі.

## Творчість
Працює у галузях станкового (пише пейзажі, портрети) та монументального живопису (створює вітражі, розписи), станкової графіки. Використовує техніки: холодна енкавстика, акварель, пастель, офорт, літографія, колаж. Серед робіт:
живопис
- «Автопортрет» (1980);
- «Сім'я» (1980);
- «В. Філатов» (1984);
- «Старосільський пейзаж» (1988);
- «Радониця (Золотослов)» (1989);
- цикл «Сільський іконостас» (1989—1997);
- серія «Кримські пейзажі» (1989—2002);
- серія «Севастопольський пленер» (2002—2006);
- «Автопортрет» (2004);
- «Балаклавська бухта» (2006);
- «Рибацька слобода» (2006);
- «Ранок у Балаклаві» (2006);
- «Бахчисарайський палац» (2006);
- «Балаклава» (2006);
- «Портрет Молчанова у народному костюмі» (2008);
- «Феофанія» (2008);
- «Андрій у Ласпі» (2013);
- «Вечір у Херсонесі» (2017);
- «Будинок художника-баталіста Юрія Волкова» (2018);
- «Севастопольський балкон» (2022);

графіка
- «Квітень у Севастополі» (1983—1993, офорти);
- «Георгій» (1989, літографія);
- «Михайло» (1989, літографія);
- «Янгол» (1990);
- «Кримські акварелі» (1996—2005, офорти);
- «Вефсанда» (2000, акварель).

монументальні твори
- вітраж «Пісня» у пансіонаті «Золотий берег» (1974);
- розписи у Євпаторії: «Піонерія», «Гімнасти» (обидва — 1976, середня школа № 12), «Дружба народів» (1977, середня школа № 8), «Осінь» (1978, санаторій «Євпаторія»), «Мир» (1985) і «Сім'я» (1986; обидва — Палац одружень);
- панно «Материнство» у пологовому будинку Євпаторії (1979).

Автор ілюстрацій до повісті «До побачення, хлопчики» Бориса Балтера (2007).
Брав участь у всеукраїнських, всесоюзних і міжнародних художніх виставках та пленерах з 1972 року. Персональні виставки провів на острові грецькому Криті у 1997 році, у Сімферополі у 2000 році, в Ялті у 2000, 2003, 2005 роках.
Роботи майстра зберігаються у Національному художньому музеї України в Києві, Севастопольському художньому музеї імені Михайла Крошицького, Сімферопольському художньому музеї, Музеї мистецтв Прикарпаття в Івано-Франківську, Львівській національній галереї мистецтв імені Бориса Возницького, Музеї Світового океану в Калінінграді, також у приватних колекціях Греції, Німеччини, Росії.
Автор статей до Енциклопедії сучасної України.

## Відзнаки
почесні звання
- Заслужений художник України (2007; за значний особистий внесок у розвиток української культури і мистецтва, вагомі творчі здобутки і високу професійну майстерність)[6];
- Заслужений художник Автономної Республіки Крим (2007)[2];
- Народний художник Республіки Крим[7];

премії
- Премія у галузі мистецтва Автономної Республіки Крим (2003)[2];
- Державна премія Автономної Республіки Крим (2003, за серію кримських пейзажів)[8];
- Премія імені Семена Дувана в номінації «Живопис» (2010)[2];
- Друга премія Всеросійського конкурсу «За чисту Воду» (2014, Сочі)[2];

медалі
- Медаль Міжнародного Фонду «Культурне надбання» — «За майстерність» (2010, Санкт-Петербург)[2];
- Медаль Російської академії мистецтв «Шувалов» (2015)[2];

дипломи, грамоти
- Дипломи Гран–Прі, I та V бієнале камерної акварелі Криму (1996; 2004)[2];
- Почесна грамота Ради Міністрів Автономної Республіки Крим (2003)[2];
- Почесний Диплом Міжнародного Фонду «Культурне надбання» (2010)[2];
- Диплом південного регіонального відділення Російської академії мистецтв «За внесок у розвиток образотворчого мистецтва півдня Росії» (2014)[2].